# Модель практик–учений
Модель практик–учений – це вдосконалена освітньо-операційна модель, яка орієнтована на практичне застосування наукових знань. Спочатку він був розроблений для підготовки клінічних психологів, але згодом був адаптований іншими спеціальними програмами, такими як бізнес, охорона здоров’я та право.

## Модель

### Створення
У 1973 році на історичній Вейльській конференції з професійної підготовки психологів у Вейлі, штат Колорадо, була запропонована нова модель навчання клінічної психології — модель практик-учений — що забезпечувало ще один шлях навчання для тих, хто в першу чергу зацікавлений у клінічній практиці. Перед цим, у 1949 році, у Боулдері, штат Колорадо, відбулася новаторська конференція, на якій було схвалено модель навчання клініцистів, яка донині домінувала в клінічних програмах більшості університетських установ: модель «вчений-практик», розроблена для забезпечення суворої обґрунтування методів дослідження та широке знайомство з клінічною психологією. До цього науковці-дослідники домінували у сфері психологічної роботи, а ця друга, нова модель, відома як модель «Вейла», вимагала більш орієнтованої на практиків курсової роботи.

### Особливості
Кілька особливостей відрізняють модель практик-вчений від двох інших (моделі вченого-практика та клінічного вченого):
- Навчання в цій моделі більше зосереджено на клінічній практиці, ніж будь-яка з двох інших.
- Багато (але не всі) з цих навчальних програм надають Psy. ступінь доктора наук, а не ступінь доктора філософії. або Ed.D.
- Критерії прийому можуть приділяти більше уваги особистим якостям заявників або клінічному досвіду роботи.
- Приймає набагато більшу кількість студентів, ніж типовий Ph.D. ступінь.
- Ці програми, як правило, розміщуються в більш різноманітних установах, ніж програми для вчених-дослідників або вчених-практиків.

Підготовка практиків-учених, подібно до підготовки вчених-практиків, включає базові та прикладні курси з психології, супервізію під час значного клінічного досвіду та використання наукових досліджень. Обидві програми вимагають переддокторського стажування, яке зазвичай проходить у формі очної роботи в університетах, медичних центрах, громадських центрах психічного здоров’я або лікарнях.

## Дивіться також
- Спостереження учасників
- Якісне дослідження